# والتر گیلیات
والتر گیلیات (به انگلیسی: Walter Gilliat) بازیکن فوتبال زادهٔ ۲۲ ژوئیه ۱۸۶۹ اهل کشور انگلستان بود که سابقهٔ بازی در تیم ملی فوتبال انگلستان را در کارنامهٔ خود دارد. وی در تاریخ ۲۵ فوریه ۱۸۹۳ تنها بازی ملی خود را در مقابل تیم ملی فوتبال ایرلند انجام داد.
این بازیکن توانسته در این بازی ملی، ۳ گل به ثمر برساند.